# 이마즈정 (히로시마현)
이마즈정(今津町)은 히로시마현 누마쿠마군에 있던 정이다. 현재의 후쿠야마시 이마즈정에 해당한다.